# عالماشي (فلم)
عالماشي: فيلم مصري، بدأ عرضه في 10 أبريل 2024. ضمن موسم عيد الفطر 1445 هـ. وهو من من بطولة على ربيع، كريم عفيفي، آية سماحة، صلاح عبد الله، انتصار، عبد الله مشرف، وألّفه أحمد عبدالوهاب، وكريم سامي كيمز، وهدير الشريف، وأخرجه محمد الخبيري.

## ملخص القصة
تدور الأحداث في إطار كوميدي فانتازي، حيث تبدأ أحداثه مع شاب يدعى هادي، يواجه أزمة صحية في حياته، تجبره على المشي دائما، بعدما يصاب بمرض نادر يجعله مجبر على الحركة والسير، وتبقى حياته في خطر شديد إذا توقف للحظة.

## طاقم التمثيل
- علي ربيع
- انتصار
- كريم عفيفي
- صلاح عبدالله
- آية سماحة
- عبدالله مشرف
- محمد رضوان
- إسماعيل فرغلي
- أحمد فهيم
- ريم رأفت
- مصطفى الرومي

## إيرادات الفيلم
حتى تاريخ 4 مايو 2024، حقق الفيلم في المملكة العربية السعودية إيرادات بلغت 6.2 مليون ريال (75 مليون جنيه مصري).وحقق في مصر إيرادات بلغت 12,481,620 جنيه مصري.بينما حقق 212,424 دولار في الإمارات العربية المتحدة.